# Manuel Antônio Guimarães
Manuel Antônio Guimarães, o Barão e Visconde de Nacar (Paranaguá, 15 de fevereiro de 1813 — Paranaguá, 16 de outubro de 1893), foi um político brasileiro.
Foi vice-presidente da província do Paraná, assumindo a presidência interinamente por duas vezes, de 15 de janeiro a 13 de junho de 1873 e de 16 de julho a 17 de agosto de 1877.

## Biografia
Filho do Capitão Joaquim Antonio Guimarães e de Ana Maria da Luz, casou-se duas vezes. A primeira, em 1833, com Maria Clara Correia, filha do Tenente-Coronel Francisco Correia e de Joaquina Maria de Ascensão. Deste casamento, teve oito filhos: Coronel Joaquim Guimarães, Joaquina, Maria Cândida, Manuel Antonio Guimarães Filho, Delphica, Hermínia, Alice e Major Claro Guimarães. Após a morte de Maria Clara Correia, casou-se novamente, em 1850, com a sua cunhada, Rosa Correia e com ela teve quatro filhos: Thalia, Comendador João Guilherme Guimarães, Elvira e Lavínia.
Na vida pública, exerceu os seguintes cargos: vereador da comarca municipal de Paranaguá, deputado da assembléia provincial de São Paulo, juiz municipal de Paranaguá, delegado de polícia, comandante superior da Guarda Nacional e deputado da assembléia provincial do Paraná.
No dia 1° de julho de 1850, foi testemunha ocular da luta entre a fortaleza de Paranaguá (Fortaleza Nossa Senhora dos Prazeres) e o vapor inglês HMS Cormorant , entrando para a história como o "Incidente de Paranaguá".
Em 21 de julho de 1876 foi agraciado com o título de Barão e em 1880 com o de Visconde, isso tudo após já ter recebido o Hábito de Cristo e ter sido comendador e dignitário da Ordem da Rosa e cavaleiro imperial da Ordem do Cruzeiro.